# Elfos (Tolkien)
Los elfos son seres fantásticos que en las obras de J. R. R. Tolkien aparecen como seres prácticamente inmortales, al menos para el tiempo de Arda. Entre todos los Hijos de Ilúvatar son los más hermosos, los más valientes y los de mayor sabiduría y poder. Se llaman a sí mismos los Quendi, que significa los que hablan (llamados así por los Noldor).

## Historia
Los llamados primeros Hijos de Eru, o Primeros Nacidos. junto a la laguna de Cuiviénen cuando la Valië Varda, la Señora de los Cielos, encendió nuevas y brillantes estrellas en el firmamento para estorbar las tinieblas de Melkor. Como lo primero que vieron fueron las estrellas, estas son lo que más aman sobre todas las cosas, y veneran a Varda, llamándola Elbereth, "señora de las estrellas".

Según cuenta el Quenta Silmarilion algunos de ellos: "cayeron en manos de Melkor, antes de la caída de Utumno, fueron puestos en prisión, y por las lentas artes de la crueldad, corrompidos y esclavizados; y así crió Melkor la raza de los Orcos, por envidia y en mofa de los Elfos, de los que fueron después los más fieros enemigos", no es que los orcos venga de los elfos, sino que con la sangre de estos se pudo hacer evolucionar a los orcos de alimañas salvajes a humanoides con cierta inteligencia; los elfos que rehusaron emprender la Gran Marcha de los elfos pasaron a ser conocidos como los elfos oscuros o Avari. Luego llegó el Vala Oromë, quien casi por accidente se topó con ellos en uno de sus acostumbrados viajes por la Tierra Media. Enterados los Valar del despertar de los Quendi, tan largamente esperado, convinieron (a pesar de los reparos de Ulmo) traerlos a Valinor, pues deseaban su compañía. Así, Oromë volvió a Cuiviénen y los instó a acudir al llamado de los Valar. Al principio, los Elfos se negaron, pues temían a los Valar (hacía poco había ocurrido la cataclísmica Batalla de los Poderes, en la que se destruyó Utumno), pero, tras enviar de embajadores a Ingwë, Finwë y Elwë, se convencieron. Unos pocos se negaron a emprender el viaje al oeste, y estos fueron los Avari ("renuentes"). Los que emprendieron el Gran Viaje fueron llamados por Oromë Eldar ("el pueblo de las estrellas", nombre originalmente aplicado a todos los Elfos).

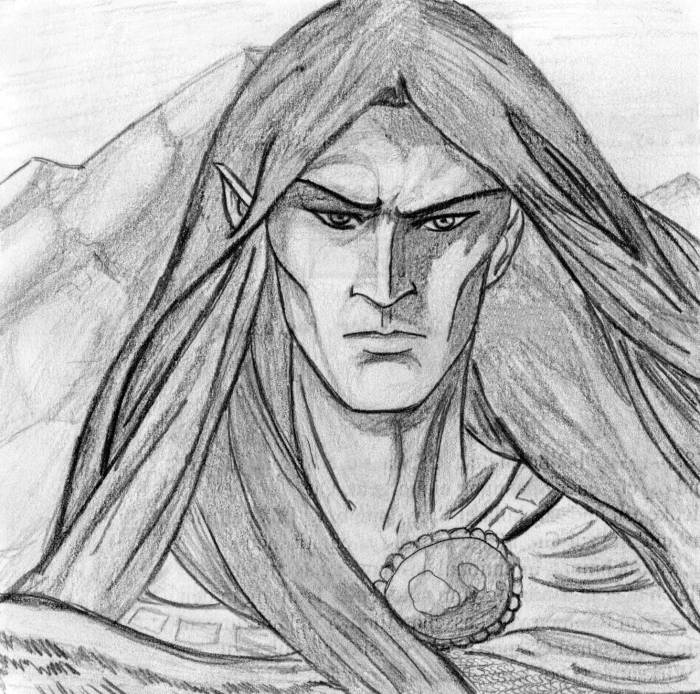
Un señor de los elfos, tal y como los imaginaba Tolkien.

En el largo camino, el primer grupo (el más reducido) era conducido por Ingwë. Eran los Vanyar (los hermosos elfos). Llegaron los primeros a Valinor, y se sientan junto a los Valar. El segundo grupo, conducido por Finwë, eran los Noldor, amados de Aulë. Amaban la sabiduría y el conocimiento. Eran graves, más inclinados a la piedad que a la risa. El tercer grupo (el más numeroso) era el que iba más atrás. Por eso se los llamó Teleri ("los rezagados"). Eran conducidos por Elwë y su hermano Olwë.
Al llegar cerca del Anduin y ante las Montañas Nubladas, algunos de los Teleri decidieron quedarse en los grandes valles y bosques. Fueron los Nandor, regidos por Lenwë. Los demás cruzaron las montañas y Eriador hasta llegar a Beleriand. Mucho después, algunos Nandor llegarían también a Beleriand, guiados por Denethor, hijo de Lenwë. Habitarían en Ossiriand. Estos fueron los Laiquendi, los Elfos Verdes.
Pero mientras los Vanyar y los Noldor fueron llevados a Aman sobre Tol Eressëa, la mayoría de los Teleri permanecieron en la Tierra Media. Algunos por buscar a su señor Elwë (quien se había perdido en Nan Elmoth cautivado por Melian) y otros (los Falathrim, los elfos de las costas, con Círdan al mando), convencidos por el Maia Ossë. El resto de Teleri se embarcó al oeste conducidos por Olwë y finalmente vivieron en Alqualondë, mientras que los Noldor vivieron en Tirion. Todos los Elfos que llegaron al Reino Bendecido fueron llamados Calaquendi ("Elfos de la luz"), Amanyar ("los de Aman") y Tareldar ("Altos Elfos"); mientras que los que permanecieron en la Tierra Media fueron los moriquendi (‘elfos de la oscuridad’) o úmanyar (‘los que no son de Aman’).
Durante varias edades vivieron en bienaventuranza en el reino de los Valar, hasta que, tras el desencadenamiento de Melkor, ocurrieron disensiones entre los Noldor que, junto con el asesinato de Finwë y el robo de los Silmarils, culminó con la rebelión de los Noldor, encabezada por Fëanor, hijo de Finwë.
Fue así que la mayoría de los Noldor abandonaron Aman y regresaron a la Tierra Media en pos de Morgoth y las joyas, tras robarles las naves a los Teleri de Alqualondë y matar a gran parte de ellos. Un resto de Noldor permaneció en Tirion al mando de Finarfin, hijo de Finwë, junto con los Vanyar y el resto de Teleri.
En la Tierra Media los Noldor convivieron con los Sindar (los Teleri que se quedaron en Beleriand, gobernados por Thingol [Elwë] y Melian) y padecieron mucho en sus guerras contra el oscuro poder de Morgoth. Dos matanzas más de Elfos por Elfos ocurrieron en el transcurso de estas guerras: en el Reino de Doriath y en las Desembocaduras del Río Sirion. Finalmente, todos los reinos élficos cayeron uno tras otro y los Elfos, junto con los Edain, los Hombres aliados suyos, se vieron en la necesidad más extrema. Así se cumplía la Maldición de Mandos, proferida por este Vala tras la rebelión noldorin. Finalmente, Eärendil el Medio Elfo, casado con Elwing (ambos frutos de las dos uniones de Hombres y Elfos ocurridas hasta entonces), navegó al Extremo Occidente en busca de la ayuda de los Valar. Esta llegó, y tras la Guerra de la Cólera Morgoth fue vencido y expulsado del mundo y la Primera Edad del Sol llegó a su fin. A los Noldor se les permitió regresar a Valinor y muchos lo hicieron. Pero algunos (entre ellos Celeborn de Doriath, su esposa Galadriel, descendiente de Finwë, Círdan el constructor de barcos, y Gil-Galad, último rey noldorin) decidieron permanecer en la Tierra Media. A ellos también les alcanzó la Profecía de Mandos, pues de estos Elfos se dijo que conocerían la larga derrota y se volverían como sombras de arrepentimiento antes que dominara la raza más joven. Así, permanecieron durante largas edades en la Tierra Media, cada vez más alejados del mundo y de la creciente humanidad, reinando algunos de ellos lejos del mar en bosques y montañas sobre gentes que eran casi todas Elfos Silvanos.
Durante la Segunda Edad, los Noldor fueron engañados por Sauron, siervo de Morgoth, y forjaron los Anillos de Poder, regidos por el Anillo Único de Sauron. Tras darse cuenta del engaño, hubo guerra entre Sauron y los Elfos en Eregion. Un resto de Noldor se refugiaron en Imladris con Elrond, hijo de Eärendil. Gil-Galad y Círdan permanecieron en Lindon y los Puertos Grises, gobernando a otra porción de Elfos. En todo otro lugar Sauron extendió su oscuro dominio. Esos fueron los Años Oscuros en la Tierra Media. Finalmente, con la llegada de los Dúnedain de Númenor se estableció la Última Alianza de Elfos y Hombres, y lograron derrotar a Sauron, quien, tras la pérdida del Anillo Único, desapareció de las tierras del Oeste.
Durante la Tercera Edad, los Elfos de la Tierra Media fueron menguando cada vez más, mientras los Hombres se multiplicaban en todas partes. Gracias al poder de los Tres Anillos élficos (poder que permanecía debido a que el Anillo Regente no había sido destruido), pudieron preservar sus ambientes (Rivendel y Lothlórien) del deterioro del tiempo, y mantenerlos como imágenes inmutables del pasado esplendor. Pero los Elfos vivían de recuerdos y no intentaron nada nuevo. Al final de esa edad, cuando en la Guerra del Anillo Sauron fue definitivamente vencido al destruirse su Anillo, los Señores Elfos (como Elrond, Glorfindel, Celeborn y Galadriel) intervinieron relativamente poco, limitándose a aconsejar, curar y dar algunos regalos y dones. 

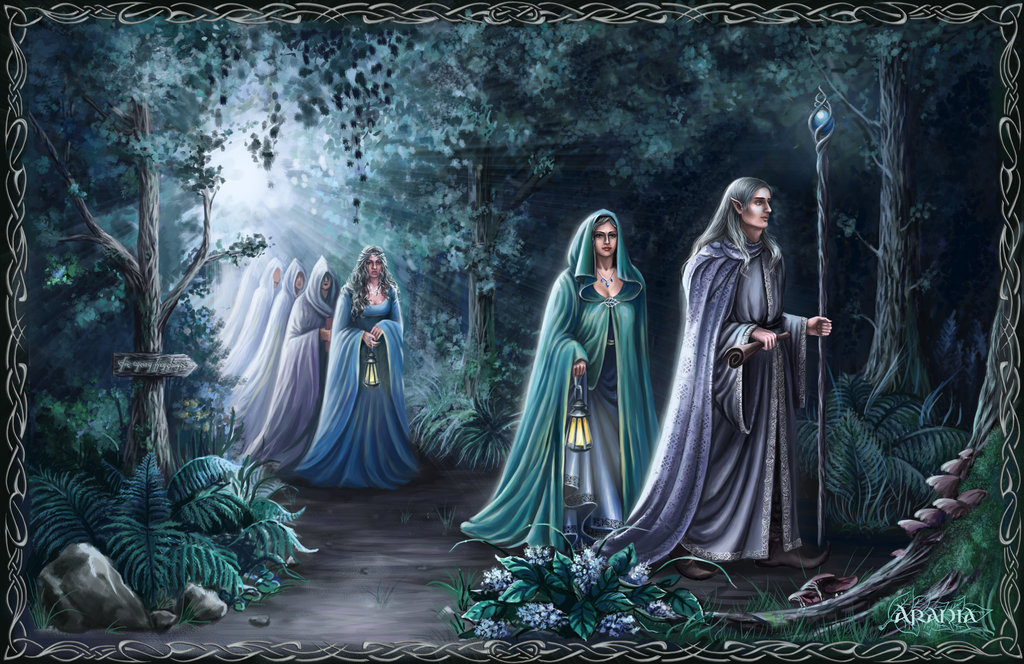
Los elfos dejan la Tierra Media.

Tras la destrucción del Único, los Tres Anillos perdieron su poder. Los lugares mantenidos por ellos se deterioraron rápidamente y el mundo se volvió viejo y gris para los Primeros Nacidos. Así, poco después de la Guerra, gran parte de los Noldor (y posiblemente de Silvanos de Lórien y el Bosque Negro) se embarcaron en los Puertos Grises rumbo al Reino Bendecido, lejos de los círculos del mundo, para no regresar jamás. 
Hay unos pocos Eldar que tal parece que permanecieron indefinidamente en la Tierra Media, o al menos no se nos dice cuándo fue que la abandonaron por última vez: entre ellos, Celeborn, Thranduil, rey de los Elfos del Bosque Negro, y Círdan, señor de los Puertos Grises. Además están los hijos de Elrond: Elladan y Elrohir, y también una significativa porción de Elfos Silvanos. Y no debemos olvidar a los Elfos salvajes, los antiguos Avari, que, aunque ninguna historia los menciona,  posiblemente siguieron morando en las extensas regiones a lo largo y ancho de la Tierra Media.
Así, durante la Cuarta Edad del Sol y el Dominio de los Hombres posiblemente haya habido encuentros furtivos entre los Hombres y esta antigua raza, convertidos ya en un pueblo rústico, amante de los bosques, la luna y las estrellas. Algo de esto nos lo adelanta el autor de El Señor de los Anillos cuando narra que Frodo, al contemplar a Galadriel poco antes de la despedida en Lórien, la ve "ya como los hombres de tiempos ulteriores vieron alguna vez a los Elfos: presentes y sin embargo remotos; una visión de aquello que la corriente incesante del tiempo había dejado atrás".

## Descripción
Físicamente, los Elfos envejecen de forma más lenta que los Hombres, aunque en los primeros años, su apariencia puede confundirse fácilmente. A la edad de cincuenta años, los Elfos alcanzan la apariencia que tendrán el resto de su vida, y hasta los cien años no terminan de desarrollarse, cuando la mayoría de los Hombres ya habría muerto. Mentalmente, se desarrollan más rápido y aprenden a hablar y a andar con menos de un año.
Los Elfos son físicamente similares a los humanos pudiéndose diferenciar principalmente por los ojos y la voz. En ningún texto publicado por J.R.R. Tolkien se menciona que tengan las orejas puntiagudas.
Los Elfos tienen una visión muy superior a la de los Hombres (exceptuando a los Numenoreanos) y ven perfectamente en la oscuridad si ésta no es absoluta. Son más hábiles que las demás razas, y más resistentes en cuerpo y mente que Hombres y Enanos. Se recuperan más rápido de las heridas y no están sujetos a las enfermedades. Son criaturas bellas que aman la naturaleza, la vida y la música. Todos los elfos son prácticamente inmortales: envejecen junto con el mundo y existen mientras el mundo exista. Son inmunes a las enfermedades; sólo pueden perder la vida en batalla o fallecer de pena. Pero pueden volver a la vida en Aman. Aunque no se sabe bien cómo esto llega a ocurrir, se sabe que mantienen su misma apariencia física y siguen siendo la misma persona que eran antes de morir (véase el caso de Glorfindel). Sus principales lenguajes son el Sindarin (Elfos Sindar) y el Quenya (Elfos Noldor).
Tanto dentro del mundo de la Tierra Media, como en la mitología en general, Ingwë (que en el mundo de la Tierra Media es también el rey de los Vanyar) es considerado el Alto Rey de todos los elfos, aunque luego de la Gran Marcha de los Elfos, nunca regresó de Aman y vive siempre cerca de los Valar.
Hay diferentes tipos de elfos en la mitología de J. R. R. Tolkien.

## Clasificación

División de los quendi (elfos).

### Según si emprendieron o no laGran Marcha de los elfos
- Elfos que emprendieron la Marcha (Eldar, aunque este término originalmente abarcaba a todos los Elfos)
- Elfos renuentes (Avari)

### Según si vieron o no la luz de losDos Árboles
- Elfos de la luz o Altos Elfos (calaquendi, por ser elfos de Aman, se les llama amanyar)
- Elfos de la oscuridad (moriquendi, por no ser elfos de Aman, se les llama úmanyar)

### Eldar, según su raza
- Elfos hermosos (Vanyar)
- Elfos rezagados (en el Gran Viaje) (Teleri)
- Elfos profundos (de sabiduría) (Noldor)

#### Subdivisiones de los Teleri
- Elfos del mar, en Aman bajo el rey Olwë (Falmari)
- Elfos grises (Sindar, aquellos Teleri gobernados por Elwë en Beleriand)
  - Elfos de las Falas (costas de Beleriand, gobernados por Círdan) (Falathrim)
  - Elfos del reino de Doriath (Doriathrim, previamente llamados "el pueblo abandonado")(También llamados Iathrim)
  - Elfos de Mithrim
- Elfos silvanos (Nandor, viven en bosques y montañas lejos del mar)
  - Elfos Silvanos (Cruces entre Avari y Nandor)
  - Elfos verdes del bosque de Ossiriand (Laiquendi) (Nandor que después entraron en Beleriand)